# The Girl from Rocky Point
The Girl from Rocky Point er en amerikansk stumfilm fra 1922 af Fred Becker.

## Medvirkende
- Milton Ross som Samuel Hayden
- Ora Carew som Betty
- Gloria Joy som Corrine
- Charles Spere som Daniel Williams
- E.G. Davidson som Timothy Smith
- Theodore von Eltz som Robert Giffing
- Verna Brooks som Mignon
- Walt Whitman